# Praça General Osório (Porto Alegre)

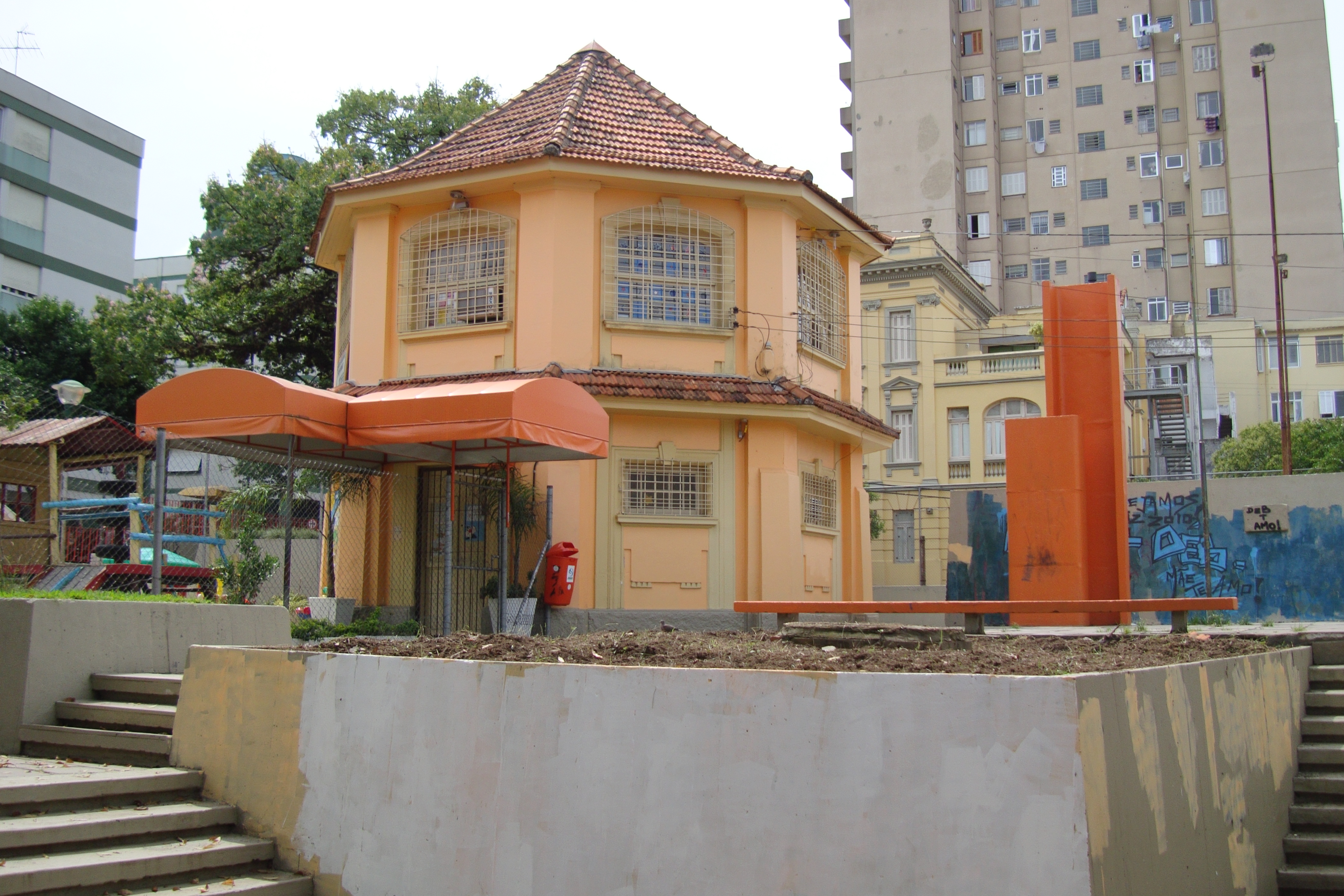
Praça General Osório, mais conhecida como Alto da Bronze

Praça General Osório  é uma praça localizada no centro histórico de Porto Alegre, capital do estado do Rio Grande do Sul.. Está situada entre as ruas Duque de Caxias, Coronel Fernando Machado e General Portinho. Foi um largo até o início do século XX.
A praça teve diversos nomes ao longo de sua história: Alto do Manoel Caetano, Alto do Senhor dos Passos, Alto da Conceição e Alto da Bronze (este último nome perpetuado na tradição de Porto Alegre).
Em 1887 iniciou-se o ajardinamento da área, que pertencera a João Soares de Paiva, e que residia no Rio de Janeiro. Em 1920, a área passou por uma remodelação completa, visando corrigir o nivelamento do terreno e minimizar a íngreme ladeira onde se inseria.
Por volta de 1930, o intendente Otávio Rocha promoveu a reforma da praça, transformando-a em praça de esportes. Uma reforma executada em 1970 deu-lhe o aspecto atual. 
Na praça existem as placas Alto da Bronze e General Osório.